# Taljanky
Taljanky (ukr. Тальянки) – wieś na Ukrainie, w obwodzie czerkaskim, w rejonie zwinogródzkim. 
W 2001 liczyła 1720 mieszkańców, wśród których 1691 jako ojczysty język wskazało ukraiński, 28 rosyjski, a 1 białoruski.
Do 2020 w rejonie talniwskim.
W pobliżu wsi znajduje się  zabytkowa, historyczna osada.